# Космічна
Космічна — зупинний пункт Ніжинського напряму Київської дирекції Південно-Західної залізниці на лінії Ніжин — Київ-Пасажирський, розташований між станціями Кобижчі (4 км) та Носівка (5 км), поблизу села Наумівка Бобровицького району Чернігівської області.

## Історія
Платформу було відкрито у 1964 році. Лінію електрифіковано у 1964 році.